# 鈴木廣之
鈴木 廣之（すずき ひろゆき、1952年-　）は、日本美術史学者。現在は遠山記念館館長。
東京都生まれ。1977年東京大学文学部美術史学科卒、79年同大学院修士課程修了。東京文化財研究所に入り、美術部日本東洋美術研究室長を経て、2016年まで東京学芸大学教授を務める。2013-16年美術史学会代表委員。

## 著書
- 『狩野秀頼筆高雄観楓図屏風 記憶のかたち』平凡社 絵は語る 1994
- 『好古家たちの19世紀 幕末明治における《物》のアルケオロジー』吉川弘文館 シリーズ近代美術のゆくえ 2003

### 編・監修
- 『名宝日本の美術 第17巻 永徳・等伯』小学館 1983
- 『朝鮮王朝実録抄 中世美術史料』赤澤英二編 高橋忠彦共監修 中央公論美術出版 2016

翻訳
- ロバート・S.ネルソン,リチャード・シフ編『美術史を語る言葉 22の理論と実践』加藤哲弘共監訳 秋庭史典、北村清彦、田中正之、米村典子訳 ブリュッケ 2002

## 論文
- ＜鈴木広之